# لترون (دهانه)
لترون یک دهانه برخوردی در ماه‌ است.

## دهانه‌های اقماری
این دهانه ۱۱ دهانه اقماری دارد.
| Letronne | عرض جغرافیایی | طول جغرافیایی | قطر          |
| -------- | ------------- | ------------- | ------------ |
| A        | ۱۲.۱° S       | ۳۹.۱° W       | ۷.۰ کیلومتر  |
| C        | ۱۰.۷° S       | ۳۸.۵° W       | ۴.۰ کیلومتر  |
| B        | ۱۱.۲° S       | ۴۱.۲° W       | ۵.۰ کیلومتر  |
| G        | ۱۲.۷° S       | ۴۶.۵° W       | ۱۰.۰ کیلومتر |
| F        | ۹.۲° S        | ۴۶.۱° W       | ۸.۰ کیلومتر  |
| H        | ۱۲.۶° S       | ۴۶.۰° W       | ۴.۰ کیلومتر  |
| K        | ۱۴.۵° S       | ۴۳.۶° W       | ۵.۰ کیلومتر  |
| M        | ۱۲.۰° S       | ۴۴.۱° W       | ۳.۰ کیلومتر  |
| L        | ۱۴.۳° S       | ۴۴.۳° W       | ۵.۰ کیلومتر  |
| N        | ۱۲.۳° S       | ۳۹.۸° W       | ۴.۰ کیلومتر  |
| T        | ۱۲.۵° S       | ۴۲.۶° W       | ۳.۰ کیلومتر  |